# 神里琴音
神里 琴音（かみざと ことね、2004年6月16日 - ）は、日本の女子ボートレーサー（競艇選手）。登録番号は5203。福岡支部所属。出身地は沖縄県。

## 略歴
沖縄県南風原町出身。南星中学校では硬式テニス部に所属していた。ボートレーサー養成所試験には1発合格。同期の中でも最年少の訓練生となった。
128期としてボートレーサー養成所を卒業した。デビュー時の年齢は16歳で(当時)最年少デビューの選手となった。
2021年5月24日 芦屋競艇場にて開催された、「BTS嘉麻オープン9周年記念」4Rで初出走
2021年8月24日 宮島競艇場 「G3オールレディース マンスリーBOATRACE杯」 最終日1R 6コースからのまくり差しで初勝利。(デビュー46走目)
2025年2月23日、ボートレース浜名湖「PG1スピードクイーンメモリアル」5日目2R、1コースから逃げでG1初勝利。

## 人物
身長152cm、体重44kg、血液型はO型。福岡支部所属で、出身地は沖縄県。

## 級別
- B1級（2025年時点）